# Carlo Mazza
Carlo Mazza (ur. 7 stycznia 1942 w Entratico) – włoski duchowny katolicki, biskup Fidenzy w latach 2007-2017.

## Życiorys
Święcenia kapłańskie otrzymał 21 grudnia 1968 i został inkardynowany do diecezji Bergamo. Przez kilkanaście lat był duszpasterzem parafialnym. Później pracował m.in. w komisji Episkopatu Włoch ds. duszpasterstwa turystów i sportowców, a także jako wykładowca na Papieskim Uniwersytecie Laterańskim oraz na uniwersytecie w Mediolanie-Bicocca.
1 października 2007 papież Benedykt XVI mianował go ordynariuszem diecezji Fidenzy. Sakry biskupiej udzielił mu 1 grudnia 2007 arcybiskup Bolonii - kardynał Carlo Caffarra.
17 marca 2017 przeszedł na emeryturę.